# Praça Milton Trindade
O Horto Municipal de Belém, atualmente conhecido como Praça Milton Trindade, é uma praça localizada no bairro de Batista Campos na cidade de Belém (estado do Pará).

## História
O Horto Municipal de Belém foi criado durante a gestão do Intendente Antônio Lemos, que governou a cidade de 1897 a 1912, período de grande desenvolvimento econômico impulsionado pelo Ciclo da Borracha. O governo de Lemos se preocupava em preservar o verde em Belém e melhorar a paisagem urbana, especialmente para atender as classes mais abastadas da época, que tinham a cidade como centro financeiro.
Para isso, o governo da época decidiu criar um espaço destinado ao cultivo de mudas para o plantio de árvores na cidade. Assim, o antigo Horto Municipal, que já existia antes, foi reestruturado para atender essa demanda. A nova estrutura do Horto Municipal tinha como objetivo fornecer árvores para arborização da cidade e também para a ornamentação de praças e jardins.

## Patrimônio histórico municipal
Em 1992, o Horto Municipal de Belém foi tombado pela Prefeitura de Belém como Patrimônio Histórico e Cultural da cidade, reconhecendo sua importância na história e na cultura da região. 
Desde então, a praça onde está localizado o Horto Municipal passou a ser chamada de Praça Milton Trindade, em homenagem ao senador da República que lhe empresta o nome. A Praça Milton Trindade é um espaço de lazer para a população, com áreas verdes, playground para crianças, jardins de plantas medicinais, restaurante e áreas para jogos e atividades ao ar livre.

### Chalé da Praça Milton Trindade
O  Chalé da Praça Milton Trindade é uma infraestrutura urbana localizada na Praça Milton Trindade, mais conhecida como Horto Municipal, no bairro Batista Campos, na cidade de Belém (Pará). Foi tombado pela Prefeitura Municipal de Belém junto com o Horto Municipal. Em janeiro de 2015 e em dezembro de 2020, a praça passou por revitalizações; que incluíram o restauro do chalé: cobertura, forro, revestimento e pintura. Atualmente, o chalé é utilizado para atividades recreativas gratuitas organizadas pela Secretaria Municipal de Meio Ambiente (Semma).